# أسمنت ألومينات الكالسيوم

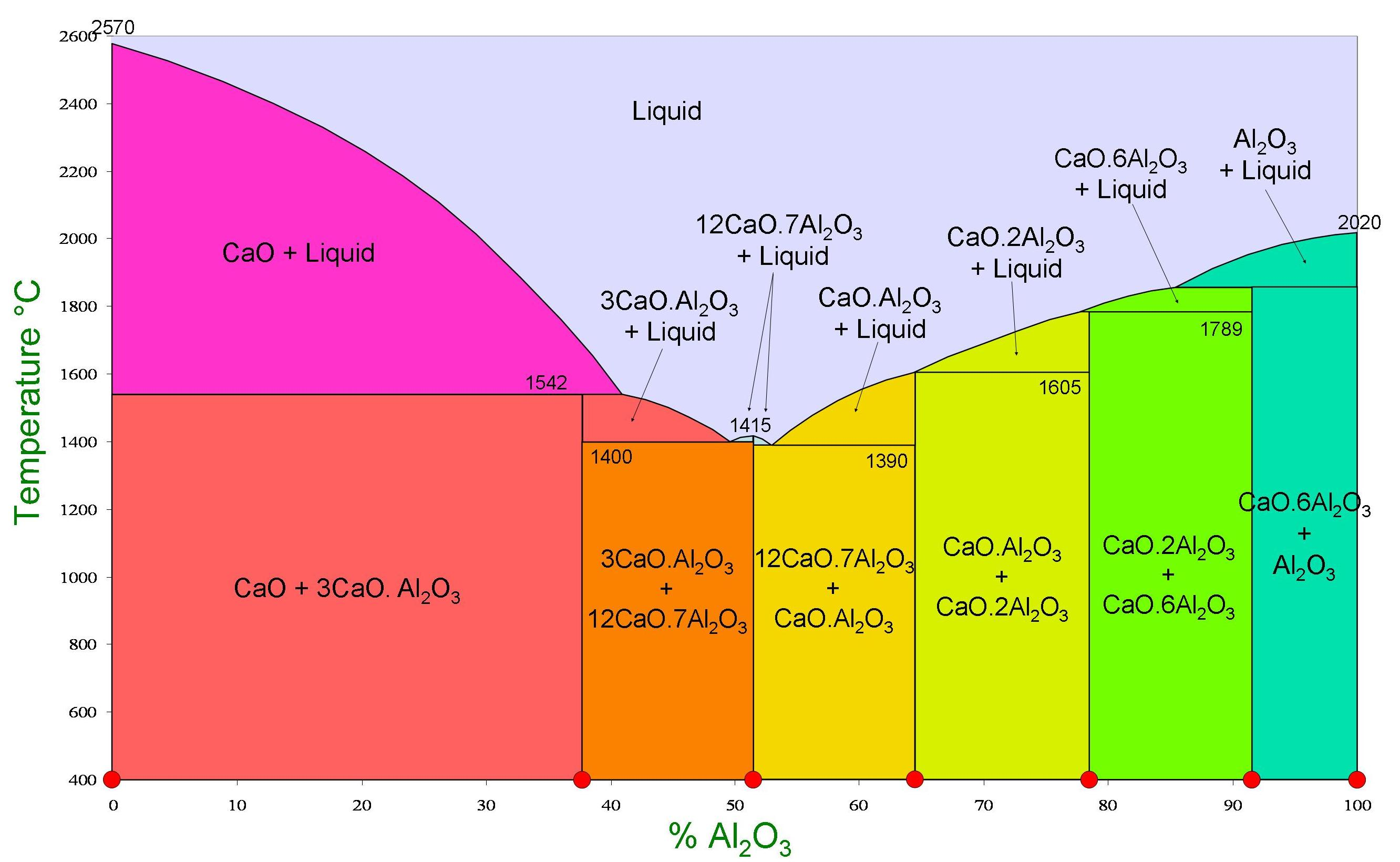

أسمنت ألومينات الكالسيوم عبارة عن أسمنت مكون في الغالب من ألومينات الكالسيوم الهيدروليكية. له أسماء بديلة هي «أسمنت ألوميني» و«أسمنت عالي الألومينا» و«أسمنت مُذاب» بالفرنسية. يُستخدم في عدد من التطبيقات المتخصصة الصغيرة.

## نبذة تاريخية
حصلت شركة بافين دي لافارج الفرنسية على براءة اختراع لطريقتها في صنع الأسمنت من الحجر الجيري والبوكسيت منخفض السليكا في عام 1908. كان التطور الأولي نتيجة البحث عن أسمنت يقدم مقاومة للكبريتات. عُرف الأسمنت باسم «الأسمنت المُذاب» باللغة الفرنسية. اكتشِفت خصائصه الخاصة الأخرى لاحقًا، والتي ضمنت مستقبله في التطبيقات المتخصصة.
بحلول عام 2010، كان المنتج موجودًا في سوق الولايات المتحدة تحت اسم أسمنت فونداج (فوند ركام الألومينا)، والذي يشار إليه أحيانًا باسم إيه إل إيه جي. أسمنت الفونداج عبارة عن مزيج من الألومينا بنسبة تصل إلى 40 في المئة، وهو مستقر عند درجات حرارة عالية ودورته الحرارية (-184 -1,903) درجة مئوية أي (-300 -2,000) درجة فهرنهايت.

## التصنيع
يتكون الأسمنت من دمج خليط من مادة حاملة للكالسيوم (عادة أكسيد الكالسيوم من الحجر الجيري)، ومواد حاملة للألومينا (عادة البوكسيت للأغراض العامة، أو الألومينا المكرر للأسمنت الأبيض والحراري). يبرد الخليط المسال إلى كلنكر حويصلي يشبه البازلت الذي يطحن بمفرده لإنتاج المنتج النهائي. يمكن استخدام المواد الخام في شكل كتلة لأن الصهر الكامل عادةً ما يحدث. يتألف نظام القمين النموذجي من فرن عاكس مزود بسخان على عمود الدوران إذ تمر غازات العادم الساخنة إلى أعلى بينما يمر خليط المواد الخام إلى أسفل. يستعيد جهاز التسخين المسبق معظم الحرارة في غازات الاحتراق ويجفف ويزيل الهيدروكسيل من البوكسيت ويزيل الكربونات من الحجر الجيري. تسقط المادة المكلسة في «الطرف المبرد» للحمام الذائب. يتدفق المصهور من الطرف الساخن للفرن إلى قوالب حيث يبرد ويتصلب. يُشغل النظام بالفحم المسحوق أو الزيت. تُسحق قوالب الكلنكر المبردة وتُطحن في طاحونة الكرات. في حالة الأسمنت الحراري عالي الألومينا، تُخلط الملبدات فقط، ويمكن استخدام الفرن الدوار.

## التطبيقات
نظرًا لتكلفتها العالية نسبيًا، يستخدم أسمنت ألومينات الكالسيوم في عدد من التطبيقات المقيدة إذ يبرر الأداء المحقق التكاليف:
- في خرسانة البناء، حيث تكون زيادة المقاومة مطلوبة على وجه السرعة، حتى في درجات الحرارة المنخفضة.
- كبطانة واقية ضد التآكل الميكروبي مثلما هو الحال في البنية التحتية للصرف الصحي.
- في الخرسانة الحرارية، حيث تكون المقاومة مطلوبة في درجات الحرارة العالية.
- كمكون في تركيبات الأسمنت المختلطة، يلزم وجود خصائص مختلفة مثل زيادة المقاومة بسرعة فائقة والتوسع المتحكم فيه.
- في شبكات الصرف الصحي لمقاومتها العالية لتآكل الكبريتيد الحيوي.

## تطبيقات شبكات الصرف الصحي
تُستخدم مقاومة التآكل الحيوي لأسمنت ألومينات الكالسيوم اليوم في ثلاثة تطبيقات رئيسية:
- أنابيب الحديد المطاوعة لمياه الصرف الصحي لديها بطانة داخلية مصنوعة من ملاط أسمنت ألومينات الكالسيوم.
- يمكن تصنيع الأنابيب الخرسانية للصرف الصحي إما بكتلة كاملة من أسمنت ألومينات الكالسيوم أو ببطانة داخلية من ملاط أسمنت ألومينات الكالسيوم.
- إعادة تأهيل البنى التحتية للصرف الصحي التي يمكن الوصول إليها بواسطة مونة ألومينات الكالسيوم بنسبة 100% باستخدام إحدى طرق التركيب التالية: بخاخ رطب منخفض الضغط، بخاخ رطب ذو رأس دوار أو بخاخ جاف عالي الضغط (غونيت).

## المشاكل
أدى الاستخدام غير الصحيح لأسمنت ألومينات الكالسيوم إلى مشاكل في البناء، خاصة خلال الربع الثالث من القرن العشرين عندما استخدِم هذا النوع من الأسمنت بسبب خصائص تصلبه السريعة. بعد عدة سنوات، انهارت بعض المباني والهياكل بسبب تآكل الأسمنت واضطروا إلى هدمهم أو تقويتهم. تسرع الحرارة والرطوبة من عملية التحلل التي تسمى «التحويل».
انهار سطح حمام سباحة في المملكة المتحدة. في مدريد، إسبانيا، تأثرت كتلة سكنية كبيرة لقبت كوريا (لأنها بنيت لإيواء الأمريكيين خلال الحرب الكورية)، بنيت بين عامي 1951 و1954 وهُدمت في عام 2006. أيضًا في مدريد، تأثر ملعب فيسنتي كالديرون لكرة القدم وكان لا بد من إعادة بنائه وتعزيزه جزئيًا.